# Soulcage Department
The Soulcage Department ist ein Unternehmen in Bremen, das sich auf Trickfilm und Computeranimationsfilm spezialisiert hat.
Es wurde 2002 von Mike Meyer, Jo Bub, Elmar Keweloh, Martin Ernsting und Wilhelm Landt nach dem Studium an der Hochschule für Künste Bremen gegründet. Seitdem hat es mehrere computeranimierte Filme produziert.

## Auszeichnungen (Auswahl)
- Talents Of The Year Runner Ups 2003, Art Directors Club of Europe
- White Trophy 1. Platz, Animago Award 2003
- Talente des Jahres 2002, Art Directors Club Deutschland